# استیل (فیلم ۱۹۷۹)
استیل (انگلیسی: Steel) یک فیلم درام محصول سال ۱۹۷۹ به کارگردانی استیو کارور است.